# Brosna (comté de Kerry)
Brosna (en irlandais : Brosnach) est un village et une paroisse situés dans la région de Sliabh Luachra (en), dans le comté de Kerry, en Irlande. Il se trouve à 16 km de la ville de Castleisland. La paroisse civile de Brosna comprend le village et un certain nombre de townlands. C'est une zone principalement agricole, abritant deux églises, deux écoles, un bureau de poste et cinq pubs.

## Géographie
Brosna est un village du nord-est du comté de Kerry. Un certain nombre de rivières du Munster prennent leur source dans la paroisse, notamment la Clydagh, la Braonach et la Munster Blackwater. Le point culminant est le Mount Eagle. C'est dans la baronnie de Trughanacmy (en). La montagne Crochaun s'élève à 430 mètres au-dessus du niveau de la mer.
Brosna se trouve à proximité des frontières Cork/Kerry et Kerry/Limerick, et les villes voisines comprennent Castleisland et Knocknagoshel (en) dans le Kerry, Abbeyfeale et Mountcollins (en) à Limerick, et Ballydesmond (en) et Rockchapel (en) à Cork.

## Histoire
Dans Topographical Dictionary of Ireland (Dictionnaire topographique de l'Irlande) de Samuel Lewis (en) et publié en 1837, Brosna est enregistré comme ayant 2 168 habitants sur 18 013 acres statutaires. La même entrée note qu'une « grande partie du territoire était constituée de pâturages de montagne grossiers et de tourbières, dont la plus grande partie pourrait être récupérée ». Dès la première moitié du XIXe siècle, il y avait deux écoles privées dans la région, dans lesquelles environ 120 enfants étaient scolarisés. Lewis rapporte également que les « Whiteboys (une organisation agraire impliquée dans des « troubles » en faveur des droits des fermiers) étaient actifs dans la région dans les années 1820. »
Le nom de lieu de Brosna ou Brosnach peut se traduire de l'irlandais par « bois séché » ou « bois de chauffage ».

## Église et puits
Une église au toit de chaume a été construite vers 1800 dans l'enceinte du cimetière près de l'église actuelle.
L'église actuelle de "St Moling & St Carthage" a été construite en 1868 selon les plans de l'architecte George Ashlin. Cette église est de style néogothique et construite avec des murs en moellons de grès et des enduits en pierre de taille calcaire. L'église est dédiée à Saint Moling (en) et aurait été construite à partir de pierre extraite des terres de Knopoge, les agriculteurs locaux apportant la pierre sur le site à cheval et en charrette. La plupart des vitraux ont été offerts par les paroissiens. La conception de l'autel en marbre est attribuée à Augustus Pugin. Les balustrades en marbre de l'autel sont plus récentes et ont été offertes par Denis Guiney en 1946, à la mémoire de ses parents Cornelius et Julia Guiney. Denis Guiney (1893-1967) était originaire de Brosna et exploitait depuis longtemps les magasins Guineys (en) et Clerys (en) à Dublin,. Le presbytère en pierre de l'église a également été construit à la fin des années 1860. Il a été restauré en 1998 tandis qu’une restauration de l'église elle-même a été achevée en 2010.
Également près de Brosna, dans les contreforts de Sliabh Luachra (en), se trouve un puits sacré associé à Saint Moling. Le puits est réputé proche de l'endroit où est né Saint Moling (vers 614-697). Le puits a été un lieu de pèlerinage au fil des années, les visites au puits ayant lieu traditionnellement tous les samedis de mai.